# Imaging X-ray Polarimetry Explorer
Der Imaging X-ray Polarimetry Explorer (IXPE), auch als Explorer 97 oder SMEX 14 bekannt, ist ein Weltraumteleskop, das in Zusammenarbeit von Agenzia Spaziale Italiana und NASA konstruiert wurde. Es besteht aus drei Teleskopen, welche die Polarisation der kosmischen Röntgenstrahlung messen sollen.
Die Hauptziele der Mission werden aktive galaktische Kerne, Mikroquasare, Pulsare, Pulsarwind-Nebel, Magnetare, Röntgendoppelsterne, Supernova-Überreste und das galaktische Zentrum sein.

## Mission
Der IXPE soll neue Informationen zur Geometrie und die physikalischen Prozesse bei der Strahlungsemission und Beschleunigung von Partikeln in Umgebungen mit extremen Magnetfeldern und Gravitationsfeldern liefern.
Der Start erfolgte am 9. Dezember 2021 vom Kennedy Space Center an Bord einer Falcon-9-Rakete in einen Low-Earth-Orbit.

## Galerie

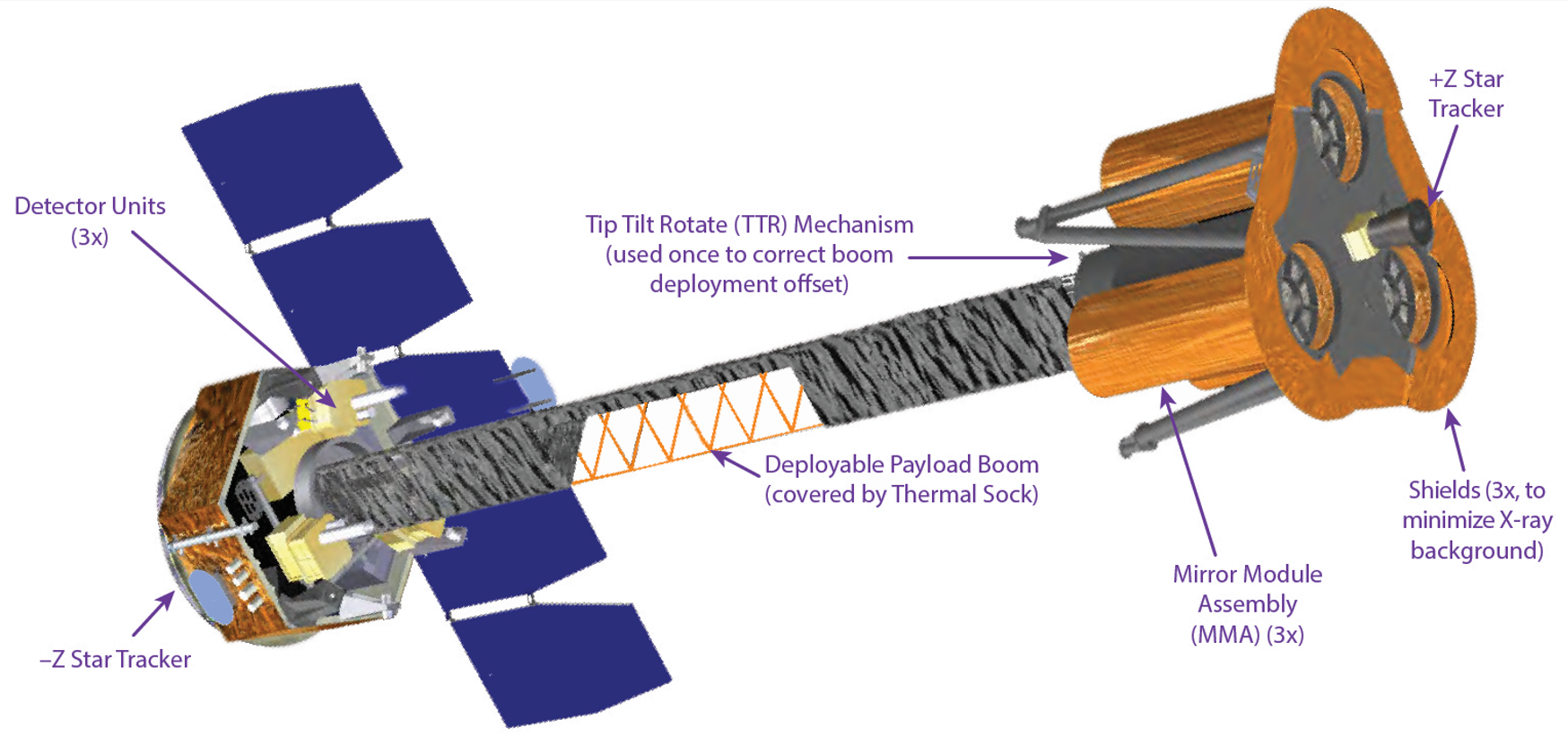
Aufbau des Teleskops
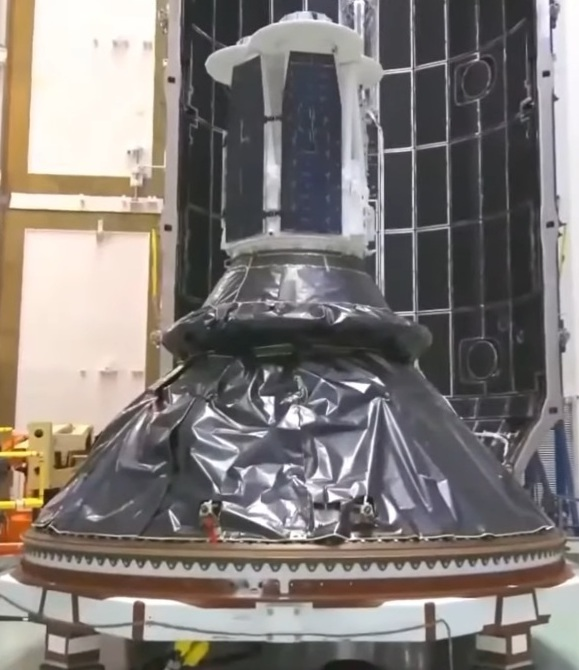
Vor dem Start
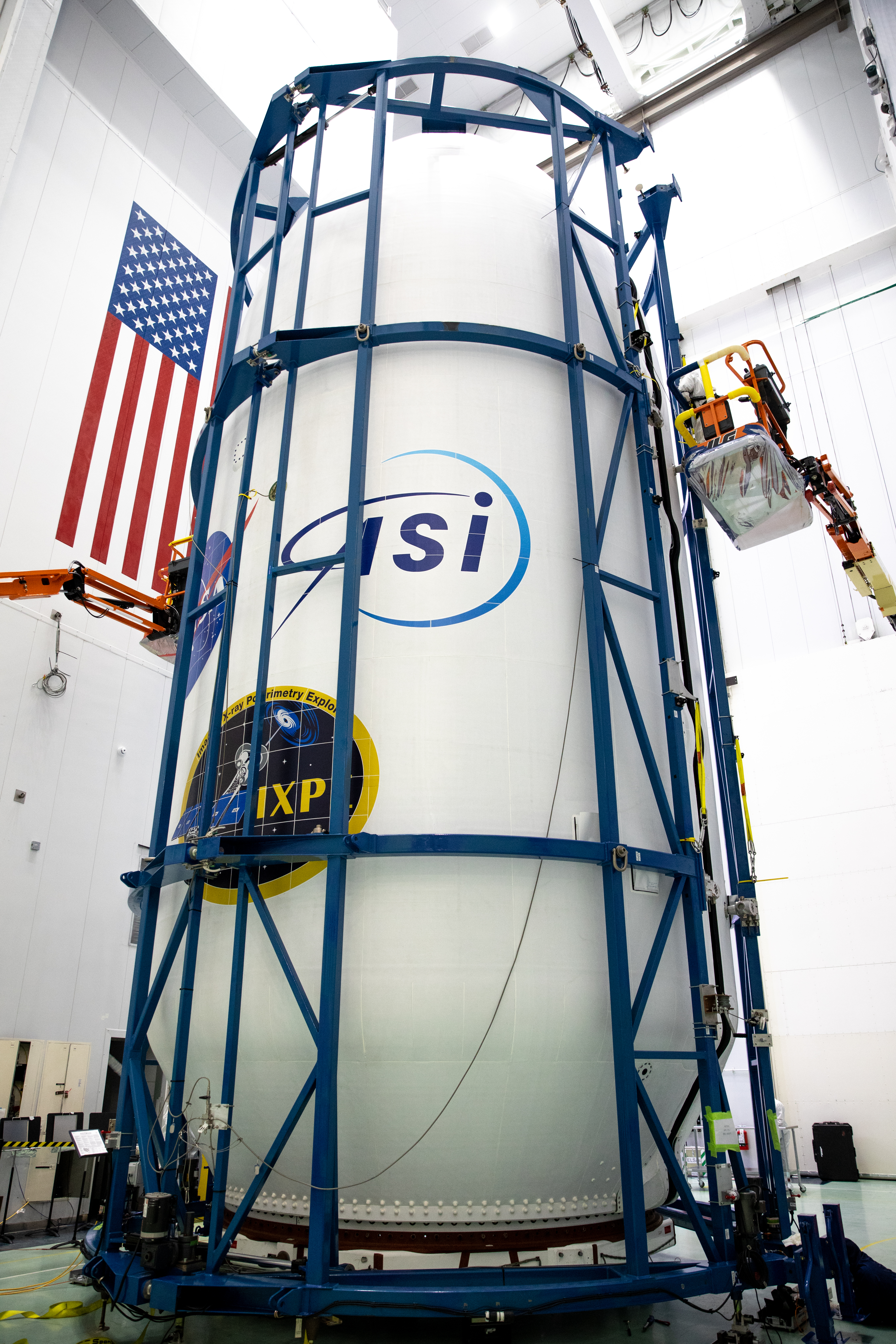
IXPE wird in die Nutzlastverkleidung integriert
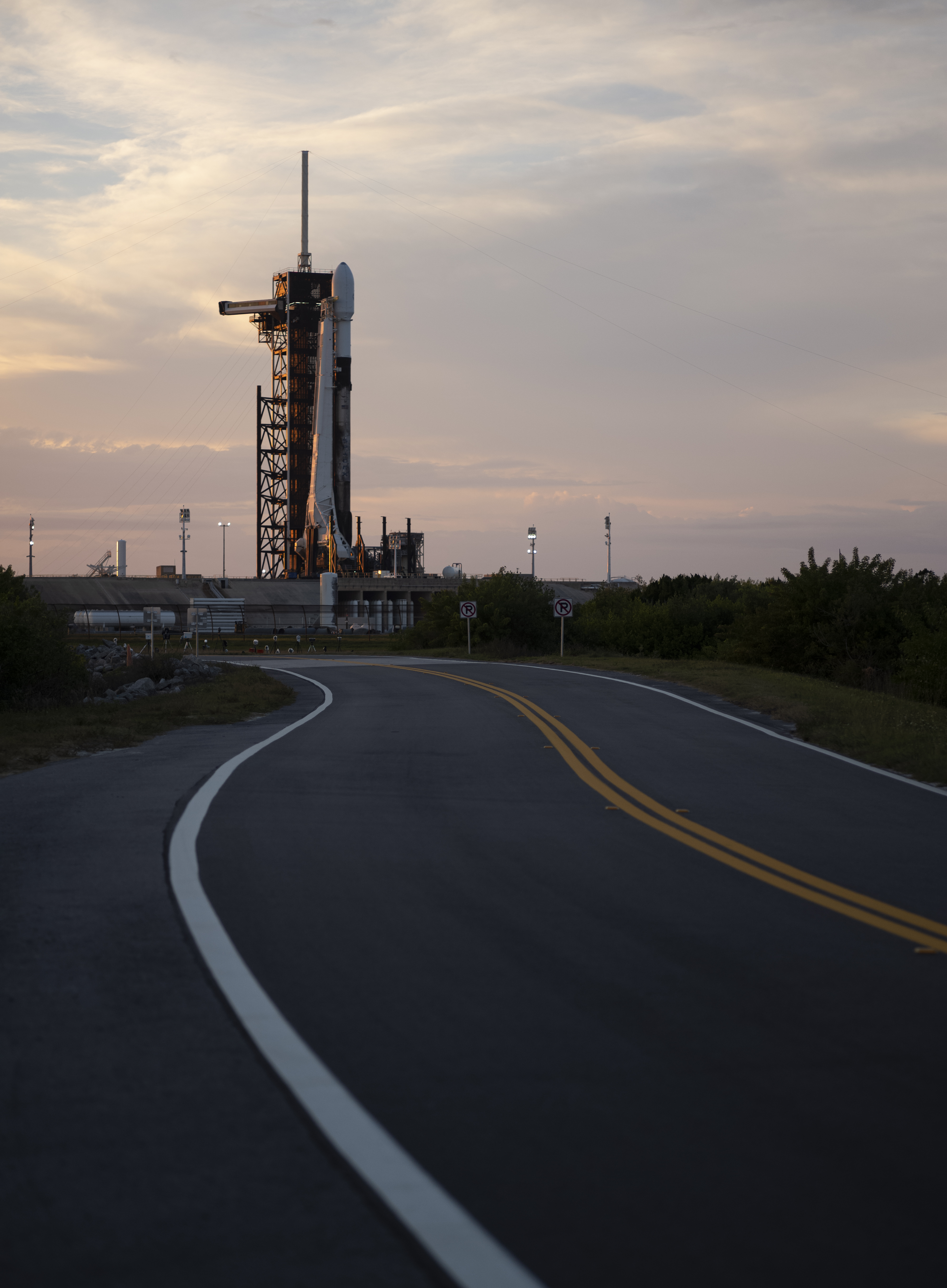
Die Falcon-9-Rakete auf der Startrampe
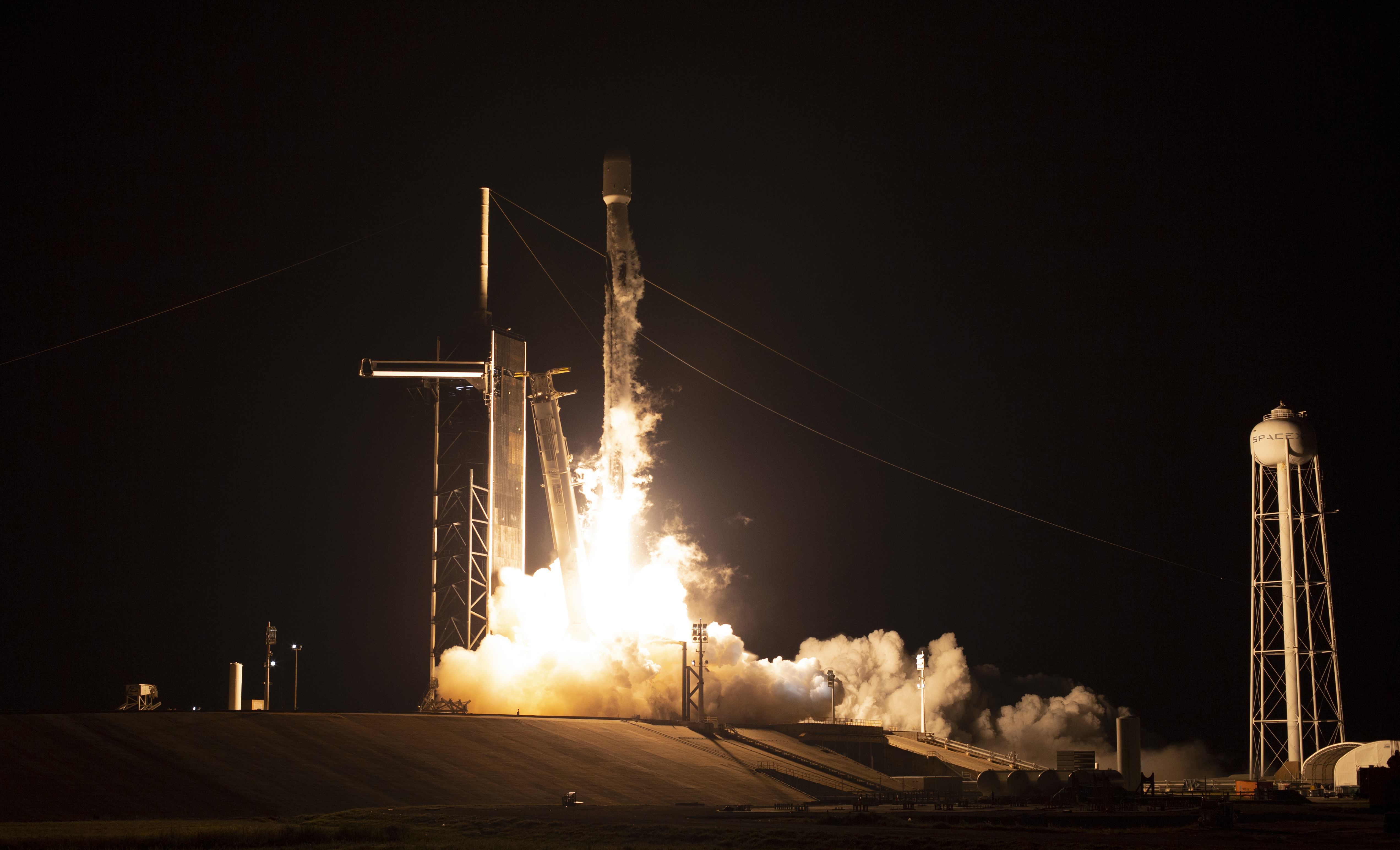
Start der Falcon-9-Rakete mit IXPE
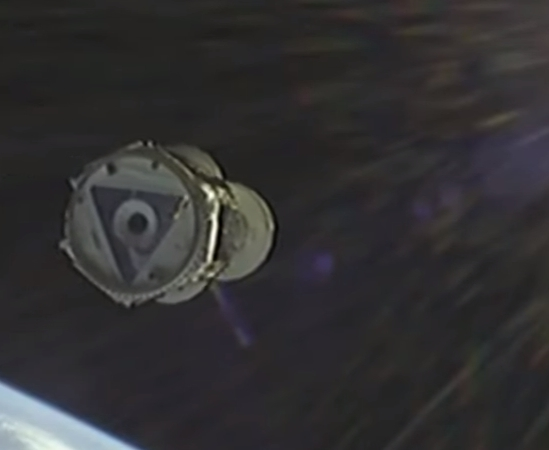
IXPE löst sich von der Raketenoberstufe
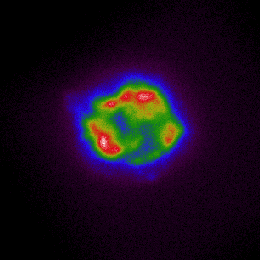
Aufnahme der Überreste der Supernova Cassiopeia A